# Emilio Artal
Emilio Artal Fos (Sueca, 1895-Valencia, 1969) fue un arquitecto valenciano que trabajó a la primera mitad del siglo XX.

## Biografía
Hijo de labradores, estudió en la escuela pública de Sueca y obtuvo el bachillerato en Valencia. Se titula en la Escuela de Arquitectura de Barcelona el 1922 y tiene como compañeros de curso a Vicente Valls Gadea, Salvador Donderis, Lorenzo Criado o Joaquín Rieta.

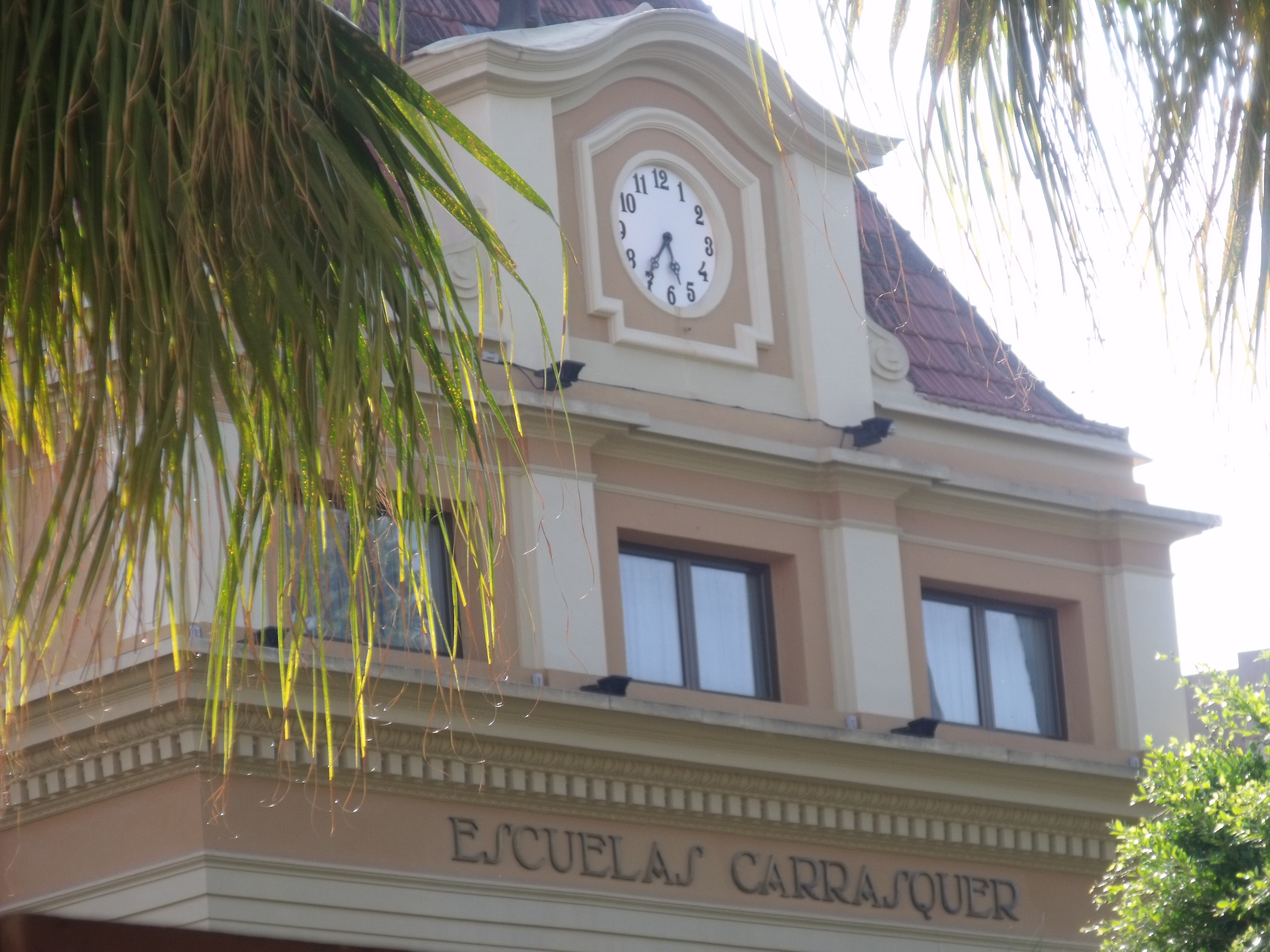
Escuelas Carrasquer (Sueca)

Posteriormente formará parte de la comisión encargada de redactar los estatutos del recién creado Colegio de Arquitectos de la Zona de Valencia, el 1930. Por lo tanto, se incorpora a la generación de "tránsito" entre el academicismo y una modernidad moderada, demostrado en su evolución desde las Escuelas Carrasquer de Sueca del año 1927 o su participación en el concurso del Ateneo Mercantil dentro del grupo formado por Xavier Goerlich, José Luis Testor, Cayetano Borso, él mismo, José Pedrós y Antonio Burguera con tres soluciones neobarrocas y eclécticas con una disposición retórica y compleja. Sus primeras obras se relacionan con el casticismo dominante en el panorama arquitectónico de la ciudad, de la misma manera que pasa con los arquitectos de la misma generación.

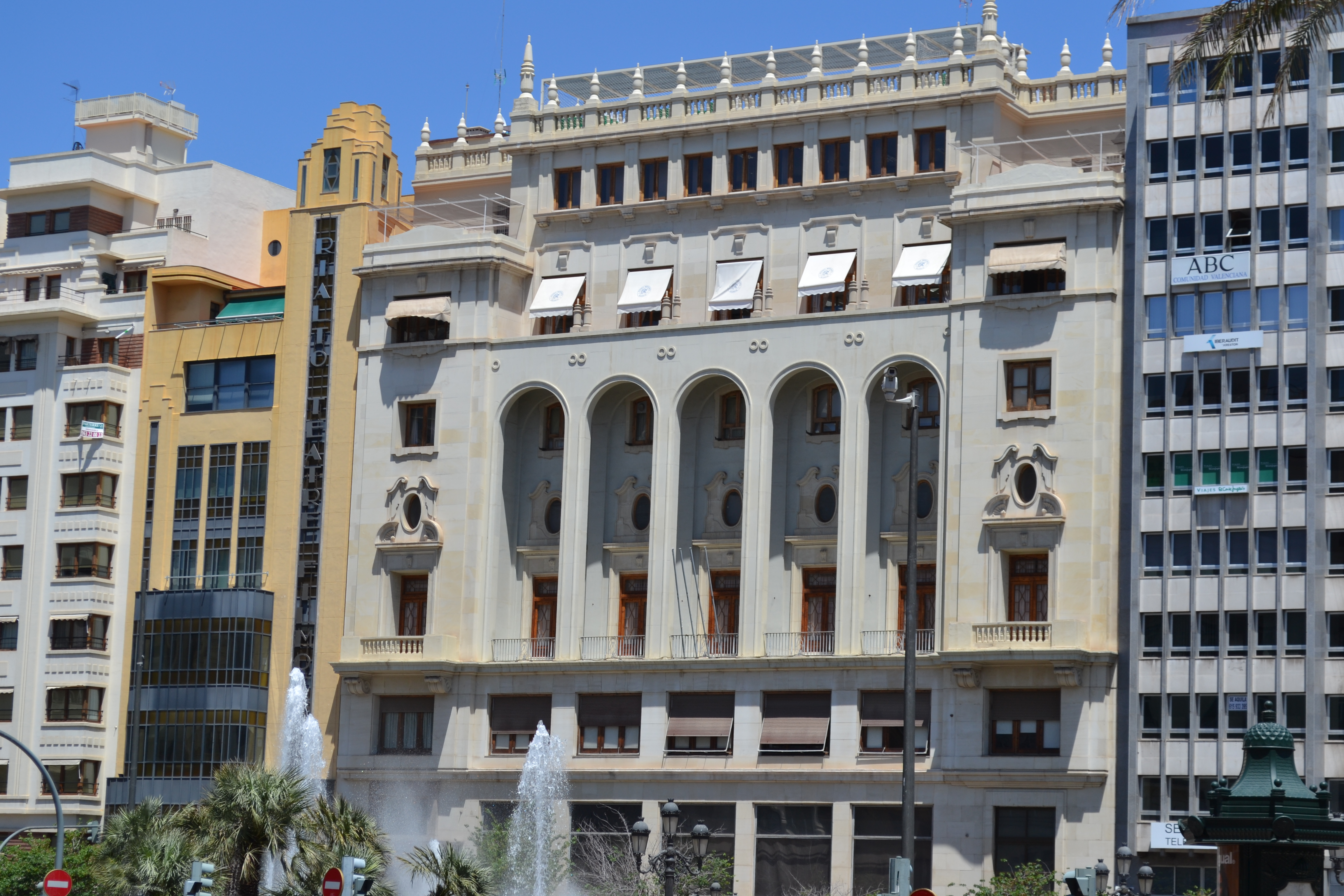
Ateneo Mercantil de Valencia

A Artal Fos se le considera un hombre tenaz, dotado con una gran voluntad de servicio y atento a los problemas higienistas y técnicos como también a los del urbanismo. Así se demuestra a su propuesta "El urbanismo en las agrupaciones de carácter rural", presentada al IX Congreso Nacional de Arquitectos, celebrado en Madrid el año 1926, presentada como ponencia de la Asociación de Arquitectos de Valencia. En este escrito plantea, en términos genéricos, la necesidad de intervención del arquitecto en el campo, amparado por la creación de un cuerpo de arquitectos de distrito al servicio de los municipios. Junto a sus compañeros, también conoce las experiencias modernas que simultáneamente se realizan en Centroeuropa y Francia.
Su producción se centra en la ordenación y construcción de grupos residenciales, donde insiste en cuestiones de agrupación, salubridad y normalización de la construcción. Artal Fos participa activamente en la realización de los grupos de Casas Baratas y Económicas como los de Emancipación (1928) y la Dependencia Mercantil (1928). Este último grupo se sitúa a la avenida Tres Forques, sigue el modelo inglés de ciudad jardín, y lo constituye sesenta parcelas muy sencillas, ocupadas cada una de ellas por cuatro viviendas pareadas de dos plantas, con cubierta de teja plana y paramentos estucados, que conservan restos de casticismo. 

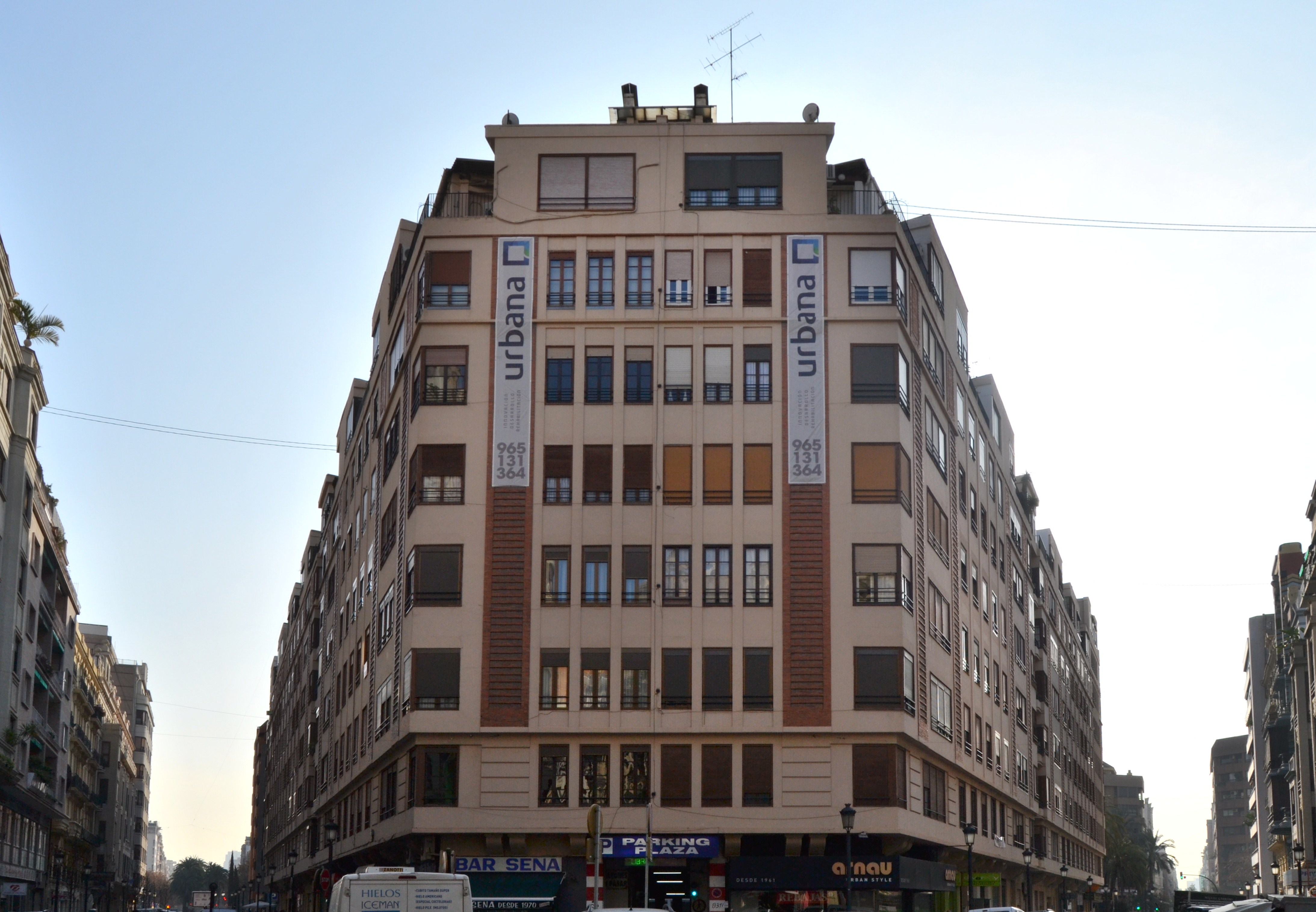
Grupo Residencial Agentes Comerciales Sección A

Desde sus inicios se asoció profesionalmente con José Luis Testor, entonces arquitecto municipal de Valencia. Con él, y con la colaboración de Ángel Romaní, realizó entre el 1933 y el 1935 el Grupo Residencial Agentes Comerciales, Sección A, situado a la Gran Vía Germanías, calle Castellón y General San Martín. Este edificio de gran relevancia, está formado por 228 viviendas en una gran isla de casas urbana, pautada por el orden gigante de ladrillo visto y una composición académica de tres cuerpos, pero resuelta de manera sobria y con unos grandes vacíos que giran las esquinas. Las viviendas responden a las convenciones protoracionalistas ya establecidas.
Otras obras suyas destacables son:
- El edificio a la calle Convento de Santa Clara, 8 de 1932, con unas citas entre irónicas y heterodoxas, como son el desmesurado arco de ladrillo, el frontón clásico de la entrada sobre la ventana del entresuelo o los dos volúmenes emergentes de vidrio a las últimos plantas a modo de mirador de pavés.
- El edificio Micó de la Gran Vía Germanías, 3 (1935), está resuelto a la manera de sus coetáneos, con unos lienzos más modestos y sobrios, con eventuales aportaciones art-déco a los plafones del entresuelo. En estos años también dirigirá las obras del Ateneo Mercantil (con el proyecto premiado de Juan de Zavala, José María Rivas y Fernando Arzadún), colaborando con Cayetano Borso.

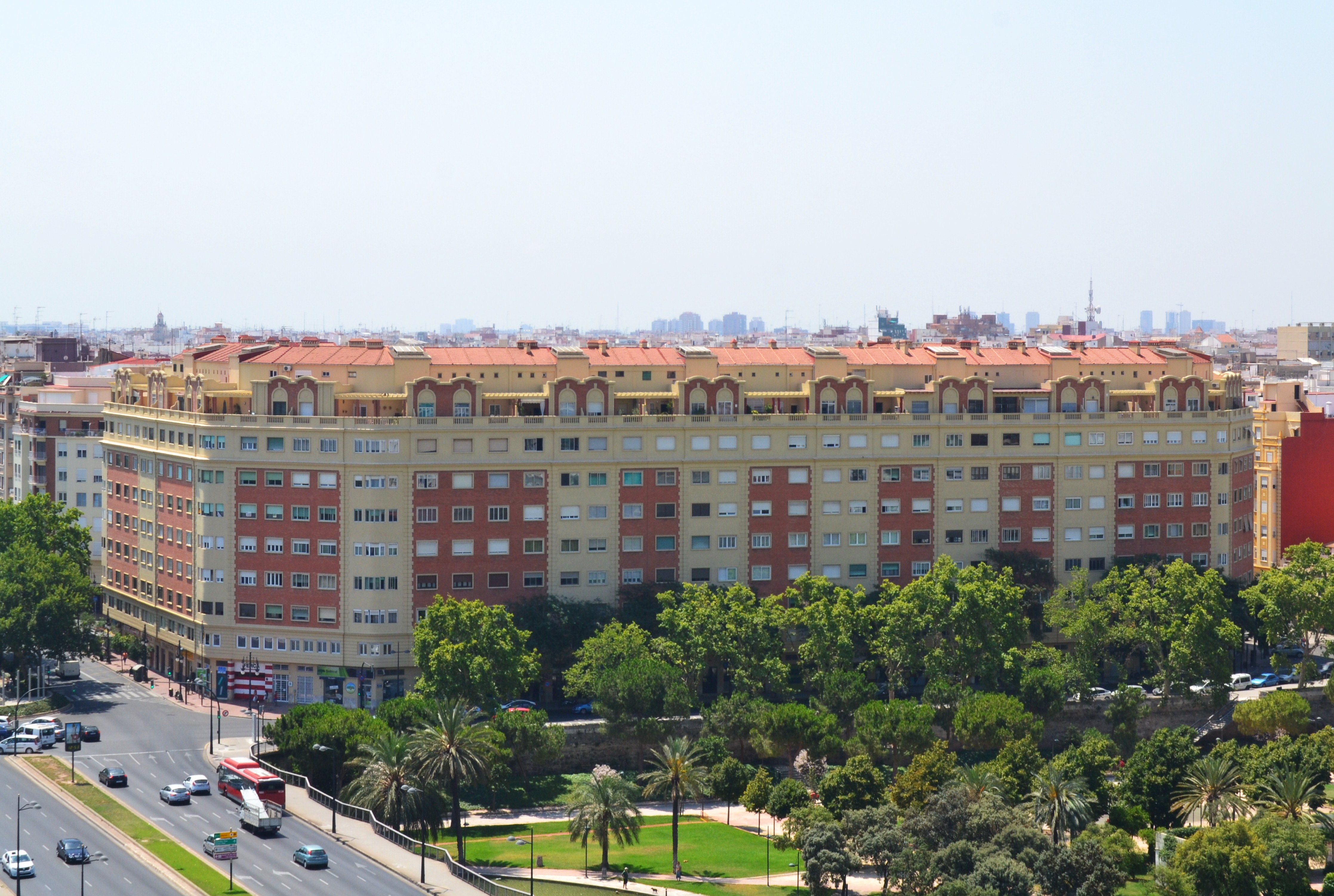
Grupo Residencial de Agentes Comerciales Sección D o Finca Ferca

Políticamente el interés social de Artal se había manifestado en una militancia republicana. Participó en el Partido Republicano Radical Socialista Independiente, y fue como representante del mismo llegó a ser miembro Consejo Nacional del Partido de Izquierda Republicana. Por ello, cuando se inicia la guerra se traslada en Buenos Aires, allí conoce a Antonio Bonet y practica un racionalismo más beligerante y consciente. Volverá el 1947 y dirige con J.L. Testor la Finca Ferca para Agentes Comerciales, en la Gran Vía Fernando el Católico, de 1949 y mucho más conservadora que el grupo anterior. Realiza también el Salón de Café y Teatro del Ateneo con colaboración del pintor Manolo Gil.
También diseñó casas particulares, caracterizadas por la sencillez de líneas y el aprovechamiento del espacio, de las que hay una en Sueca (C/ Mare de Déu), construida en 1957, y que se considera ejemplo de arquitectura tardomodernista.
Su postura comprometida tendrá como consecuencia la escasez de trabajo. Pero creó uno de los grupos más interesantes de los años cincuenta, las viviendas por Agentes Comerciales, en la calle Ramón y Cajal con Cuenca, que entronca definitivamente con la modernidad y donde colabora su hijo Santiago Artal, autor del Grupo Santa María Micaela, que es quizá el complejo residencial más notable en Valencia durante la segunda mitad de siglo.